# 知识越多越反动
“知识越多越反动”在文化大革命结束后被用来指责四人帮的文化教育政策，如方毅就以此痛罵四人帮教育政策的錯誤。

## 起源
目前，对于该句子的出处并无完全可信的考证。
1941年5月19日，毛泽东在延安干部会上做了《改造我们的学习》的报告。之后的1942年2月28日，毛泽东在延安干部会上做了《反对党八股》的讲演，以及早在1930年5月发表的《反对本本主义》。这些文章、演讲与报告中，都表现了其对某些知识分子理论不能联系实际、缺少实事求是精神的批评态度，号召反对主观主义和教条主义。毛泽东1942年2月1日发表的《整顿党的作风》中说：“许多所谓知识分子，其实是比较地最无知识的。工农分子的知识有时倒比他们多一点。”
1942年2月21日，康生在延安干部会议上传达毛泽东整顿三风的报告：
“目前所谓知识分子，实际上最无知识。工农分子反而有一点知识。”——《解放日报》，1942年2月22日。

1942年3月7日，康生在延安干部会上传达毛的《反对党八股》。4月18日，康生向中直机构、军委直属机关干部作了长篇动员报告，极力发挥了毛泽东对教条主义的批判以及对知识分子的嘲讽，将知识分子“其实是比较最无知识”的概念迅速传播开来。
1963年10月26日，周扬在中国科学院哲学社会科学部委员会第四次扩大会议上的讲话中提出“按照资产阶级的方向，即追求个人名利、只专不红的方向来培养，使哲学社会科学工作者脱离实际、脱离劳动人民，成为高踞于人民之上的精神贵族。这是一条错误的、资产阶级的路线。实行这条路线，就只能培养出修正主义者，培养出新的反动的资产阶级专家；或者使原来革命的专家蜕化变质，成为修正主义者，成为资产阶级庸人。”
1965年，毛泽东提出“书读得越多越蠢”。1965年6月26日，毛泽东在《对卫生工作的指示》（六二六指示）中提出：“书读得越多越蠢，现在那套检查治疗方法根本不适合农村。培养医生的方法，也是为了城市，可是中国有五亿多农民。把医疗卫生工作的重点放到农村去嘛！”1965年12月21日，毛泽东在杭州的谈话提出：“我曾给我的孩子说：“你下乡去，跟贫下中农说，就说：我爸爸说的，读了几年书，越读越蠢。请叔叔、伯伯、姊妹、兄弟做老师，向你们来学习。”
1966年5月16日，中共中央政治局扩大会议通过由毛泽东主持制定的《五·一六通知》。通知要求“高举无产阶级文化革命的大旗，彻底揭露那批反党反社会主义的所谓‘学术权威’的资产阶级反动立场，彻底批判学术界、教育界、新闻界、文艺界、出版界的的资产阶级反动思想，夺取在这些文化领域中的领导权”。
1971年《中国科学院计划座谈会纪要》指责中国科学院在文革前执行“反革命修正主义科研路线”，“竭力维护封、资、修的一套”；科研是“学院式”的，“脱离无产阶级政治、脱离生产实际、脱离工农兵群众”；科学家是“资产阶级专家”、“反动学术权威”。
1976年3月15日，《人民日报》发表《论当前教育战线上的两条路线斗争》，指出：
在修正主义路线的统治下，学校不是为无产阶级而是为资产阶级培养接班人。它用“智育第一”、“知识私有”、“成名成家”、“读书做官”等种种地主资产阶级思想腐蚀青年，引诱他们走资产阶级知识分子的道路。
1975年11月8日，张春桥在一次谈话中说：“一个是培养有资产阶级觉悟的有文化的剥削者、精神贵族，一个是培养有觉悟的没有文化的劳动者，你说要什么人？我宁要一个没文化的劳动者，而不要一个有文化的剥削者、精神贵族”。
1977年6月30日，《人民日报》第一版发表社论《要知松高洁 待到雪化时——推翻“四人帮”对〈汇报提纲〉的诬陷》，对四人帮进行声讨与批判，其中出现了「知识越多越反动」：
如果按照“四人帮”的那套搞下去，把专业科技机构都取消，把实验室和中间试验厂都拆散，把科技人员都撵走，对科学技术实行专政，连知识也要“统统忘掉”，否则就是“知识越多越反动”，那么，只有任何科学也不研究，什么知识也没有，回到穴居野处的时代，再从人回到猿，才合乎他们的“理想”。
文化大革命结束后，1978年3月18日，中共中央副主席、国务院副总理邓小平在全国科学大会开幕式上的讲话指出：
“四人帮”胡说“知识越多越反动”，鼓吹“宁要没有文化的劳动者”，把既无知又反动的交白卷的小丑捧为“红专”典型，把孜孜不倦，刻苦钻研，为祖国的科学技术事业作出贡献的好同志诬蔑为“白专”典型。这种是非关系、敌我关系的颠倒，一度在人们的思想上造成很大的混乱。
同年4月22日教育部召开全国教育工作会议。邓在会议上又指出：
“四人帮”反对严格要求学生学习科学文化，反对学生以学习科学文化为主，胡说这是“智育第一”，是“脱离无产阶级政治”。他们鼓吹“宁要没有文化的劳动者”，胡说“知识越多越反动”，并把今天掌握了文化的劳动者及其子弟诬蔑成为资产阶级知识分子……
1979年9月29日，叶剑英代表中共中央、人大常委会和国务院在庆祝建国30周年大会上发表重要讲话：
在文化上，他们（四人帮）打着文化革命的旗号，大规模地毁灭文化，在我国文化事业的许多方面造成了不可挽回的损失。他们在各个文化领域实行所谓'全面专政’，取消了百花齐放、百家争鸣的方针，取消了人民的言论、出版、教学、研究、创作表演的自由。他们借口'反对封、资、修’，鼓吹知识越多越反动的奇谈怪论，任意消灭历史上文化遗产和破坏社会主义文化。他们的文化专制主义和文化虚无主义。使我国的社会主义文化、教育、科学事业倒退了许多年……
根据师东兵著《张春桥在狱中》第十三章的说法，张春桥对此有不同意见：
张春桥在“知识越多越反动”这句话下，划了一杠，打了个大大的问号，批道：“这话是谁说的？我们当中没有任何人会说这种只有低能儿才说出的言论。”

## 其他观点
20世纪20年代末和30年代初蘇聯，斯大林提出“专家越大越反动”的理论並執行對各领域、各部门知识分子的清洗和镇压，此“大转变”一改相对宽松的列宁文化政策，並解散了90％以上的人文社会科学团体。行光主張斯大林的“知识越多越反动”理論，是自俄国19世纪末、20世纪初工人运动中的马哈伊斯基主义推演出来的。蘇聯书报及文献检查制度及各种各样的逮捕关押专家、教授和文化人的“监狱研究所”和“监狱设计中心”形塑了斯大林時期科学技术发展途径。
於文化大革命前，毛澤東逐漸形成「知識愈多愈反動」的思想，也說過「書讀得越多越蠢」，此想法當時得到中國共產黨黨內相當多的人贊成。
於改革開放時期，鄧小平指控四人幫以「知识越多越反动」批評教育工作者是錯誤的，並展開其對中華人民共和國教育政策改革的方案，包括大量送中國學生前往西方教育機構學習，以及和西方教育機構媂結姊妹關係。
1977年8月，中国科协尚未从中科院的科协办公室恢复原組織架構，章道义於北京中山公园舉辦谈话会，請中国科协周培源、茅以升、严济慈談數理化並号召中学生好好習得基础科学知识，以“尽快扭转十年动乱形成的‘读书无用论’和‘知识越多越反动’的奇谈怪论。”